# Acacia castanostegia
Acacia castanostegia är en ärtväxtart som beskrevs av Bruce R. Maslin. Acacia castanostegia ingår i släktet akacior, och familjen ärtväxter. Inga underarter finns listade i Catalogue of Life.